# Tunas do Paraná
Tunas do Paraná ist ein brasilianisches Munizip im Südosten des Bundesstaats Paraná. Es hat 6.219 Einwohner (2022), die sich Tunenser nennen. Seine Fläche beträgt 668 km². Es liegt 858 Meter über dem Meeresspiegel.

## Etymologie
In den 1930er Jahren wurde das Dorf Pedra Preta (Schwarzer Stein) genannt. Denn das schwarze Gestein, das im Handel unter dem Namen Tunas-Granit bekannt ist, kommt im nördlichen Teil des Gemeindegebiets gehäuft vor. Geologische Studien weisen es als Syenit aus, ein vulkanisches Gestein, dunkel, extrusiv, von homogener und feiner Textur, weniger zerklüftet als Granit. Unter diesem Namen wurde das Dorf am 30. Dezember 1943 zum Distrikt von Bocaiuva do Sul erhoben. 
Um 1960 wurde das Gebiet schon Tunas genannt. Der Name stammt von den Tunas, wie die Kakteen heißen, die in der Region sehr häufig anzutreffen sind. Unter diesem Namen wurde der Ort 1992 zum Munizip erhoben.

## Geschichte

### Besiedlung
Zahlreiche Forschungsexpeditionen im 17. und 18. Jahrhundert durchquerten das Gebiet von Tunas do Paraná, ohne jedoch Spuren einer tatsächlichen Besiedlung zu hinterlassen. Die Geschichte von Tunas ist eng verknüpft mit der von Bocaiuva do Sul, dem ehemaligen Arraial Queimado, einer der ältesten Gemeinden des Bundesstaates Paraná.
Der Gemeindesitz von Tunas diente zwischen 1930 und 1935 als Stützpunkt für das 5. Pionierbataillon. Der Standort wurde aufgrund seiner strategischen Lage ausgewählt. In diesem Zeitraum wurde mit dem Bau der BR-476 begonnen, die vom brasilianischen Heer gebaut wurde.

### Erhebung zum Munizip
Tunas do Paraná wurde durch das Staatsgesetz Nr. 10.230 vom 28. Dezember 1992 aus Bocaiuva do Sul ausgegliedert und in den Rang eines Munizips erhoben. Es wurde am 1. Januar 1993 als Munizip installiert.

## Geografie

### Fläche und Lage
Tunas do Paraná liegt auf dem Primeiro Planalto Paranaense (der Ersten oder Curitiba-Hochebene von Paraná). Seine Fläche beträgt 668 km². Es liegt auf einer Höhe von 858 Metern.

### Vegetation
Das Biom von Tunas do Paraná ist Mata Atlântica.

### Klima
Das Klima ist gemäßigt warm. Es werden hohe Niederschlagsmengen verzeichnet (1731 mm pro Jahr). Im Jahresdurchschnitt liegt die Temperatur bei 17,9 °C. Die Klimaklassifikation nach Köppen und Geiger lautet Cfb.

### Gewässer
Tunas do Paraná liegt im Einzugsgebiet des Rio Ribeira. Der Rio Uberaba fließt entlang der südlichen Grenze des Munizips zum Rio Pardo, der dem Ribeira von links zufließt.

### Straßen
Tunas do Paraná ist über die BR-476 mit Curitiba im Süden und mit Adrianópolis im Norden verbunden. 

### Nachbarmunizipien
| Cerro Azul | Adrianópolis                                |  |
|            | Kompassrose, die auf Nachbargemeinden zeigt |  |
|            | Bocaiúva do Sul                             |  |

## Stadtverwaltung
Bürgermeister: Marco Antonio Baldão, PP (2021–2024)
Vizebürgermeister: Luiz Carlos Polli, PRTB (2021–2024)

## Demografie

### Bevölkerungsentwicklung
| Jahr | Einwohner | Stadt | Land |
| ---- | --------- | ----- | ---- |
| 2000 | 3.611     | 39 %  | 61 % |
| 2010 | 6.256     | 45 %  | 55 % |
| 2022 | 6.219     |       |      |

Quelle: IBGE, bis 2010: Volkszählungen und Volkszählung 2022

### Ethnische Zusammensetzung
| Gruppe * | 2000    | 2010    | wer sich als …                                                                   |
| --- | ------- | ------- | -------------------------------------------------------------------------------- |
| Weiße | 78,0 %  | 59,1 %  | weiß bezeichnet                                                                  |
| Schwarze | 0,6 %   | 4,2 %   | schwarz bezeichnet                                                               |
| Gelbe | 0,0 %   | 0,7 %   | von fernöstlicher Herkunft wie japanisch, chinesisch, koreanisch etc. bezeichnet |
| Braune | 19,3 %  | 36,1 %  | braun oder als Mischung aus mehreren Gruppen bezeichnet                          |
| Indigene | 0,0 %   | 0,0 %   | Ureinwohner oder Indio bezeichnet                                                |
| ohne Angabe | 2,2 %   | 0,0 %   |                                                                                  |
| Gesamt | 100,0 % | 100,0 % |                                                                                  |
| *) Das IBGE verwendet für Volkszählungen ausschließlich diese fünf Gruppen. Es verzichtet bewusst auf Erläuterungen. Die Zugehörigkeit wird vom Einwohner selbst festgelegt. |         |         |                                                                                  |

Quelle: IBGE (Stand: 1991, 2000 und 2010)

## Wirtschaft

### Kennzahlen
Mit einem Bruttoinlandsprodukt pro Einwohner von 13.604,11 R$ (rund 3.000 €) lag Tunas do Paraná 2019 an 397. Stelle der 399 Munizipien Paranás.
Sein mittelhoher Index der menschlichen Entwicklung von 0,611 (2010) setzte es auf den 390. Platz der paranaischen Munizipien.